# Нова Пляшева
Нова Пляшева (до 1966 року — Пляшова; з 16.11.1966 до 2016 — Жовтневе) — село в Україні, у,Козинській сільській громаді Дубенського району Рівненської області. Населення становить 603 осіб. Верховна Рада 19 травня 2016 року ухвалила перейменувати село на Нову Пляшеву.
Нова Пляшева лежить за 7 км від залізничної станції Рудня-Почаївська та за 9 км від траси «Київ — Чоп». Відстань до Радивилова — 32 км, до Рівного — 92 км.

## Історія
Перша згадка про село датується ще XVI ст.. Проте назву «Жовтневе» воно отримало 1967 року., до того іменувалося Пляшевою (Пляшовою), оскільки в селі бере свій початок річка Пляшівка, знаменита в історії з огляду на козацько-польську битву під Берестечком 1651 року. 
Одна з визначних історичних пам'яток села — храм, побудований приблизно 1892 року. Спорудити його, за переказами, парафіянам допоміг цар Олександр III, коли 1890 року проїжджав через село до Почаєва (у той час через Пляшеву пролягала жвава дорога). На прохання парафіян він виділив 6 гектарів будівельного лісу біля села Срібного. Дерева рубали у грудні, тому, як подейкують, і деревина виявилася міцною, здатною протистояти примхам часу і людей. Храм вистояв до сьогодні, хоча на своєму віку й зазнав чимало страждань.
Звернув увагу на храм і Микола II: 1913 року, мандруючи до Почаївської лаври, цар на дерев'яну пляшівську церковицю подарував образ Божої Матері в оздобленому діамантами окладі. На жаль, ікону наприкінці 80-х викрали, проте пам'ять про неї не зникла. Та й у самому селі вірять, що лик Пречистої обов'язково повернеться на місце.
7 (20) листопада 1917 року, відповідно до Третього Універсалу Української Центральної Ради, увійшло до складу Української Народної Республіки.
У XX ст. пляшівцям довелося не раз боротися за власну церкву. Так, у 1914 році австрійці знищили купол храму. Через рік його відремонтували. У 1960 році селян приголомшила звістка — церкву закривають, а в будівлі радянська влада планує відкрити шкільний клас. Проте вчителі, аби не богохульствувати, самотужки добудували приміщення до маленької школи. У 1984 році функціонери компартії вирішили церкву знести з лиця землі. Вони навмисно повідкликали найавторитетніших людей села в райцентр нібито на медобстеження, а в Нова Пляшева привезли необхідну техніку для демонтажу та вивозу матеріалів і цінностей. Навіть чужого священика привезли, аби той переконав селян у правомірності такого вчинку. Мовляв, церква стара, перебуває в аварійному стані. Але ображені парафіяни не дозволили познущатися над святинею. Вони позалишали свої робочі місця і п'ять годин обороняли храм від непроханих гостей. А згодом ще тиждень чергували біля подвір'я. Проте побоювання були марними: проти такого спротиву керівництво вдруге не наважилося виступити, натомість лише сільським активістам перепало «згори», що не до кінця провели атеїстичну роботу.
Після конфлікту влада взяла дозвіл на відкриття у храмі закладу культури і мистецтва — організували там музей дитячих виробів, котрий проіснував до 1988 року.
Нині храм використовується парафіяльною громадою. У ньому тривають ремонтні роботи.
Село внесено до переліку населених пунктів, які потрібно перейменувати згідно із законом «Про засудження комуністичного та націонал-соціалістичного (нацистського) тоталітарних режимів в Україні та заборону пропаганди їхньої символіки».
12 червня 2020 року, відповідно до розпорядження Кабінету Міністрів України № 722-р від «Про визначення адміністративних центрів та затвердження територій територіальних громад Рівненської області», увійшло до складу Козинської сільської громади Радивилівського району.
19 липня 2020 року, в результаті адміністративно-територіальної реформи та ліквідації Радивилівського району, село увійшло до складу Дубенського району.

## Населення
Згідно з переписом УРСР 1989 року чисельність наявного населення села становила 775 осіб, з яких 358 чоловіків та 417 жінок.
За переписом населення України 2001 року в селі мешкало 767 осіб.

### Мова
Розподіл населення за рідною мовою за даними перепису 2001 року:
| Мова       | Відсоток |
| ---------- | -------- |
| українська | 98,97 %  |
| молдовська | 0,52 %   |
| російська  | 0,39 %   |
| угорська   | 0,13 %   |

## Соціальна сфера
В селі є сільська школа 1-3 ст., у ній дуже мало дітей (у першому класі — 5 учнів). Діє клуб.
Значна частина населення забезпечена роботою (працюють на підприємствах у сусідніх селах, а також у монастирі: Джерело святої Анни).

## Пам'ятки
У центрі села — обеліск у пам'ять про односельчан, які загинули в роки Другої світової війни.

## Відомі люди
У Новій Пляшевій народився автор відомих пісень Володимир Гамера.
Андрій Коб’юк – повстанець. Уродженець с. Пляшова тепер село Нова Пляшева Дубенського району Рівненської області. Загинув у бою з німцями весною 1943 р.
Магола Мефодій Васильович – 1924 р. н. – повстанець. Уродженець с. Пляшова (тепер с. Нова Пляшева Дубенського району). Загинув у бою з німцями весною 1943 р.
Твердохліб Володимир Микитович – 1921 р. н. – повстанець. Уродженець с. Пляшова (тепер с. Нова Пляшева Дубенського району). Загинув у бою з німцями весною 1943 р.